# ظل التمام
ظل تمام الزاوية (بالإنجليزية: Cotangent) هو دالة مثلثية، يعرف بأنه نسبة جيب التمام إلى الجيب لنفس الزاوية أي مقلوب ظل الزاوية.
يمكن التعبير عن ظل تمام الزاوية لزاوية x -معبرا عنها بالتقدير الدائري- بواسطة متسلسلة لوران التالية:

{\displaystyle {\begin{aligned}\cot x&{}=\sum _{n=0}^{\infty }{\frac {(-1)^{n}2^{2n}B_{2n}x^{2n-1}}{(2n)!}}\\&{}=x^{-1}-{\frac {1}{3}}x-{\frac {1}{45}}x^{3}-{\frac {2}{945}}x^{5}-\cdots ,\qquad {\text{for }}0<|x|<\pi .\end{aligned}}}
حيث {\displaystyle B_{n}} هو عدد بيرنولي.
التظل هو مقلوب الظل ويساوي المجاور على المقابل. مثال:
مثال:
- طول الضلع [أج] =15 سنتمتر
- طول الضلع [أب] =10 سنتمتر
- طول الضلع [ج ب] (الوتر) =19 سنتمتر

لحساب تظل(cotan) الزاوية ب :المجاور [أب]المقابل [أج] =
1015 =
0.66
إذن: تظل(cotan) الزاوية ب هو: 0.66 .